# Lăng mộ người Thracia ở Kazanlak
Lăng mộ người Thracia ở Kazanlak (tiếng Bulgaria: Казанлъшка гробница, Kazanlǎška grobnica), là một lăng mộ vòm gạch "tổ ong" (Tholos) nằm gần thị trấn Kazanlak, trung tâm Bulgaria.
Nó là một phần của nghĩa trang hoàng gia của người Thracia lớn nằm ở Thung lũng của các vị vua người Thracia gần kinh đô Seuthopolis của họ trong một nơi có thể tìm thấy hơn một ngàn ngôi mộ của các vị vua và thành viên tầng lớp quý tộc người Thracia.
Đây là ngôi mộ mái vòm xây bằng gạch tổ ong. Nó bao gồm một hành lang hẹp và một phòng mộ hình tròn, cả hai đều được trang trí bằng những bức tranh tường đại diện cho một cặp vợ chồng Thracia trong một tang lễ. Tượng đài này có từ thế kỷ thứ 4 trước Công nguyên và nằm trong danh sách Di sản thế giới được UNESCO công nhận từ năm 1979. Các bức tranh tường cho thấy những con ngựa tuyệt đẹp và một cử chỉ từ biệt, trong đó cặp vợ chồng ngồi nắm lấy cổ tay nhau trong giây phút âu yếm nhất (theo quan điểm của Lyudmila Zhivkova). Các bức tranh là kiệt tác nghệ thuật được bảo tồn tốt nhất của Bulgaria từ thời Hy Lạp.
Để bảo tồn các bức tranh vô giá này, ngôi mộ không mở cửa cho công chúng tham quan, nhưng có một bản sao kích thước đầy đủ đã được xây dựng gần đó cho du khách tham quan. Hình ảnh người phụ nữ ngồi trong các bức tranh tường được mô tả trên mặt trái của đồng xu 50 lev Bulgaria được phát hành năm 2005.

## Hình ảnh

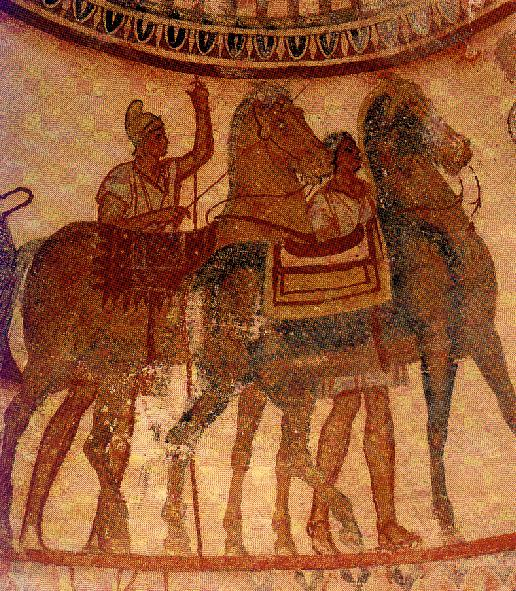
Một cảnh miêu tả cuộc chia tay của chú rể và cô dâu.
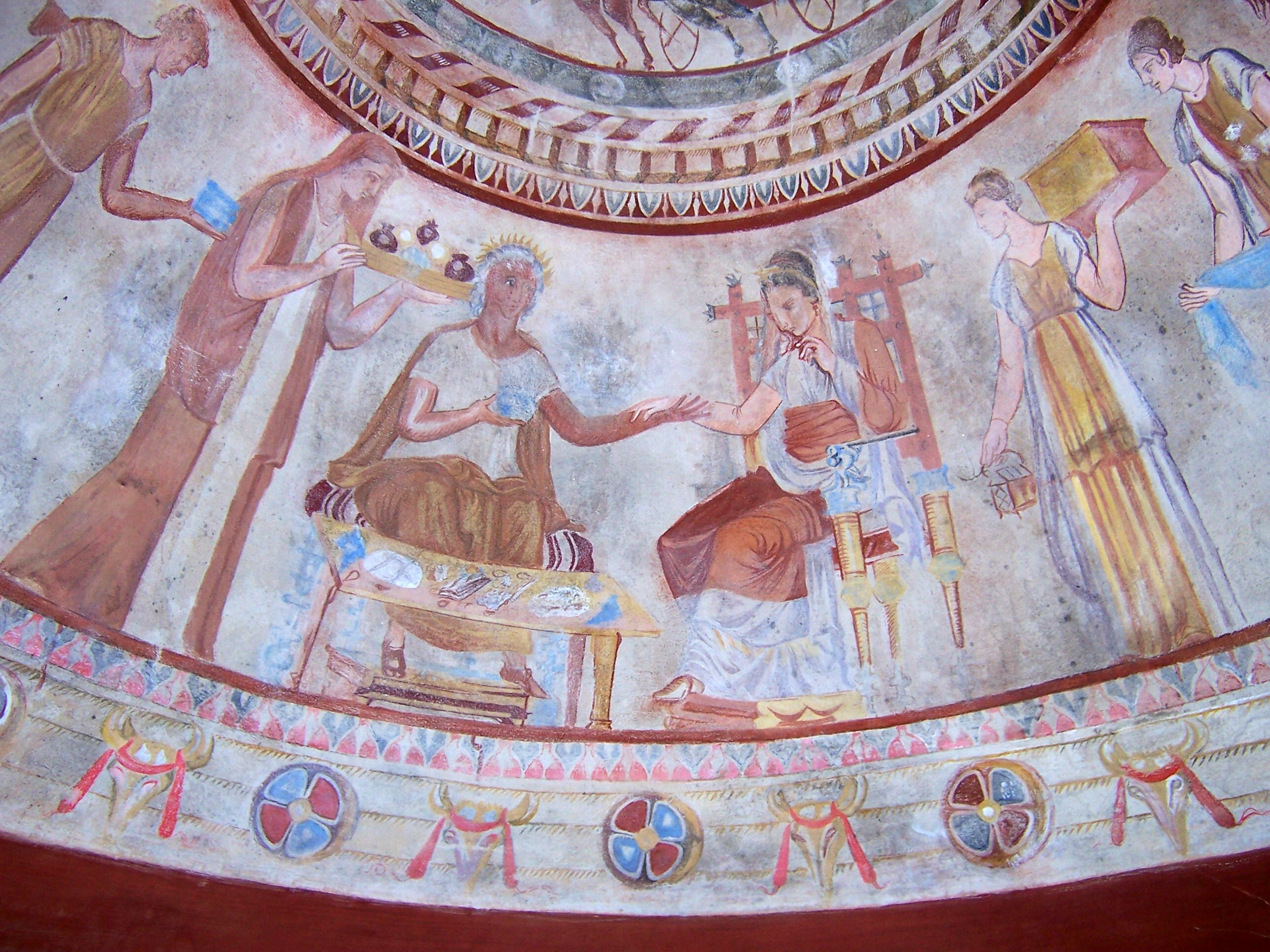
Vua và hoàng hậu Thracia - mô phỏng của lăng mộ.
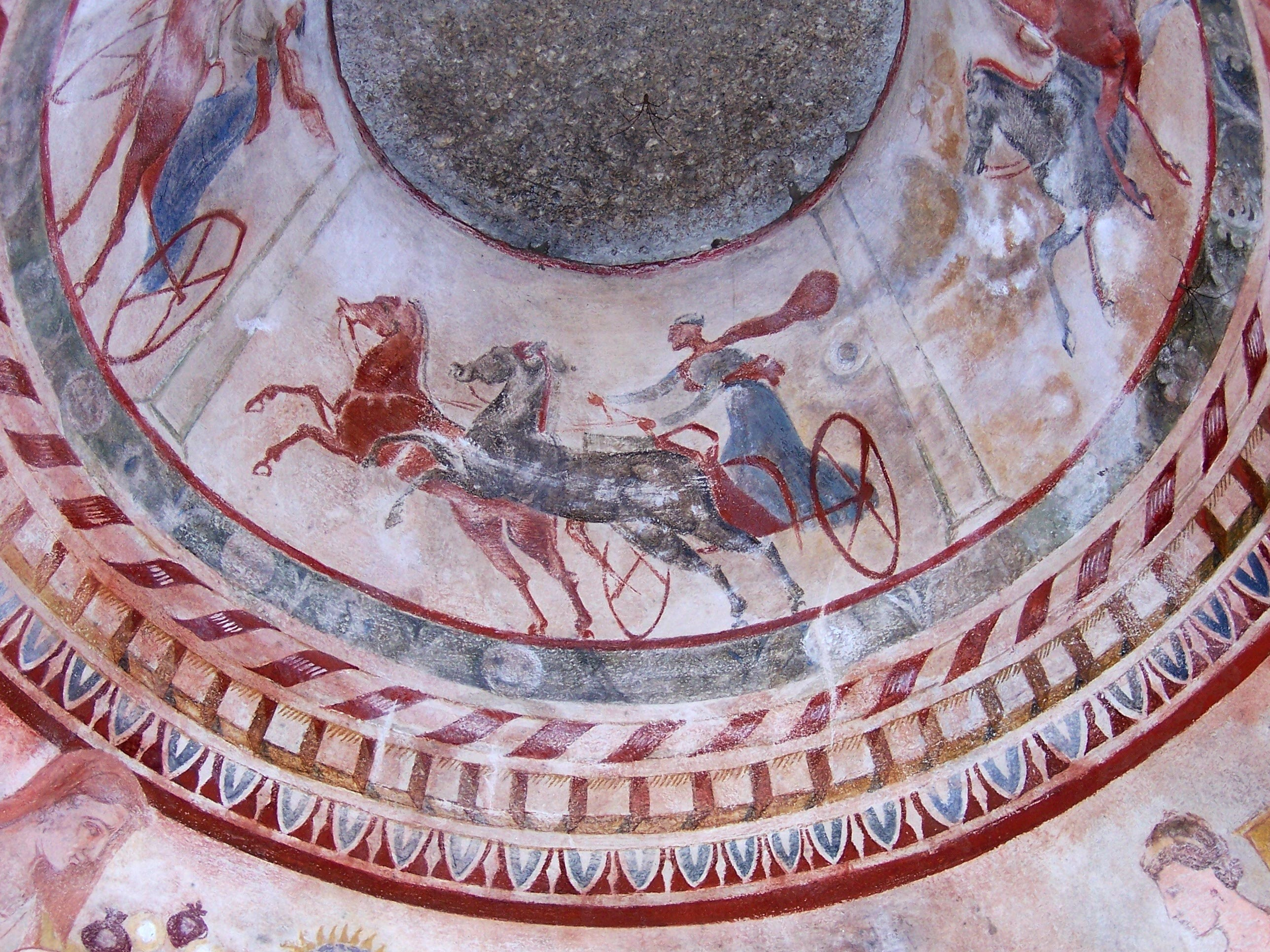
Cuộc đua xe ngựa — mô phỏng của lăng mộ.
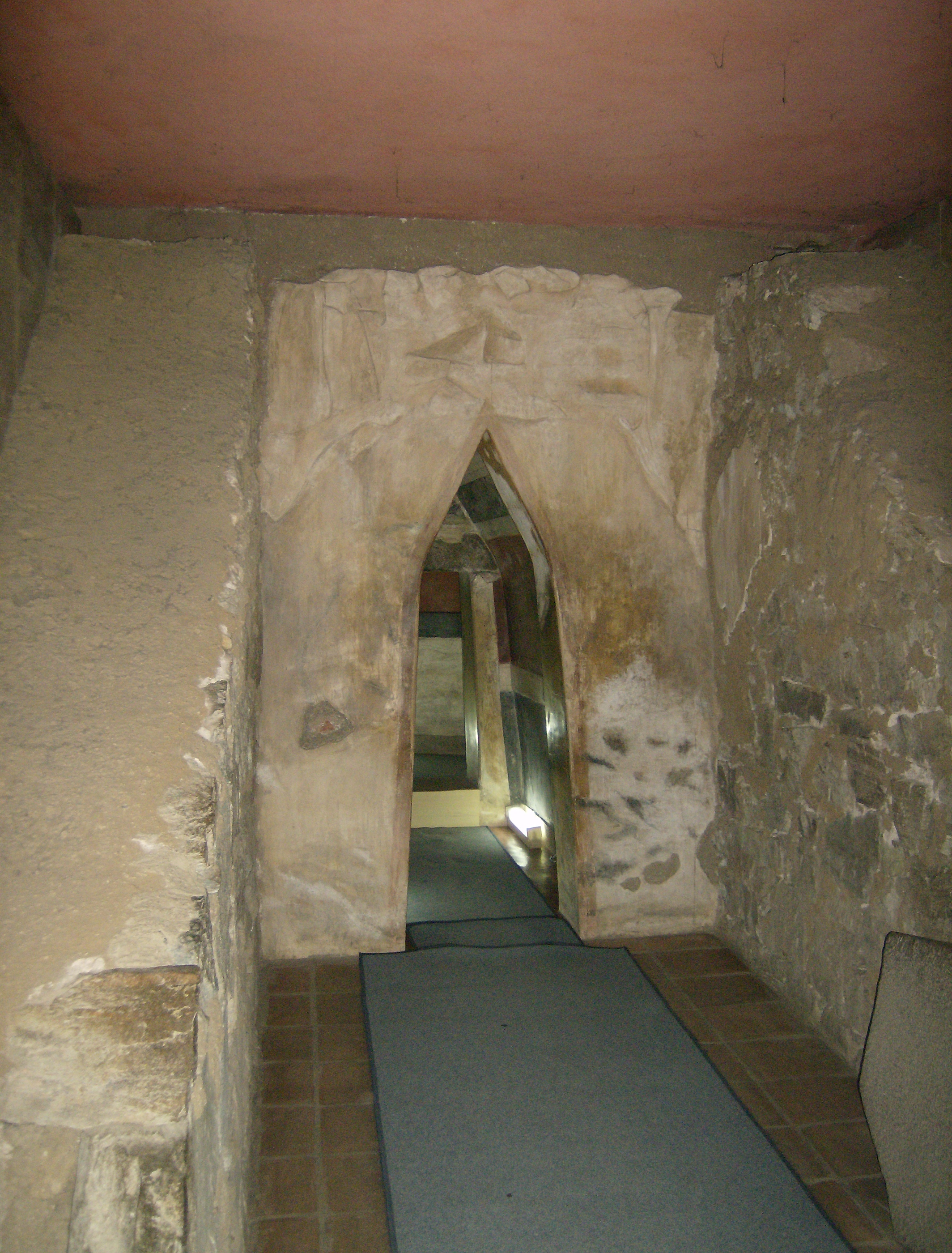
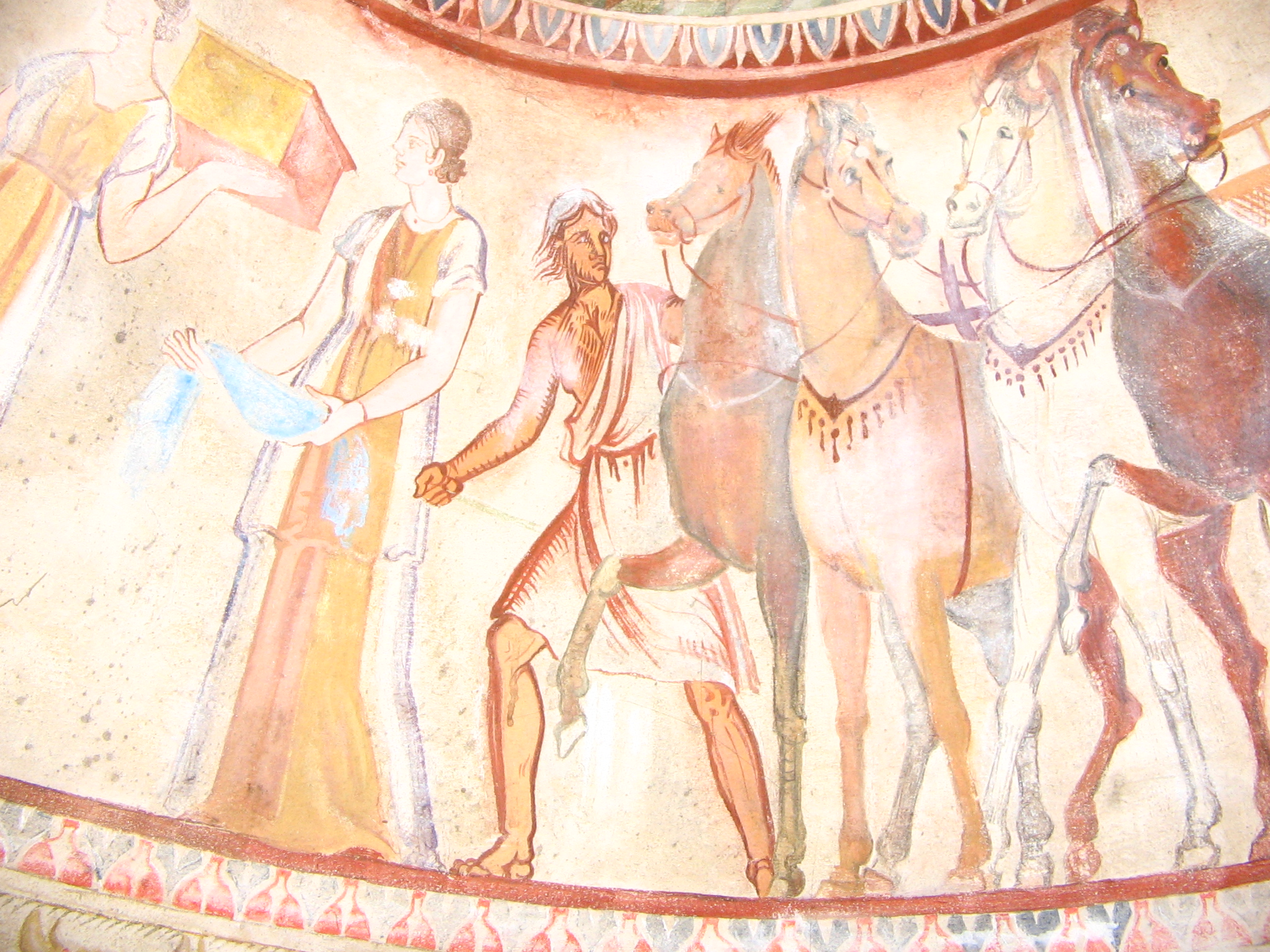
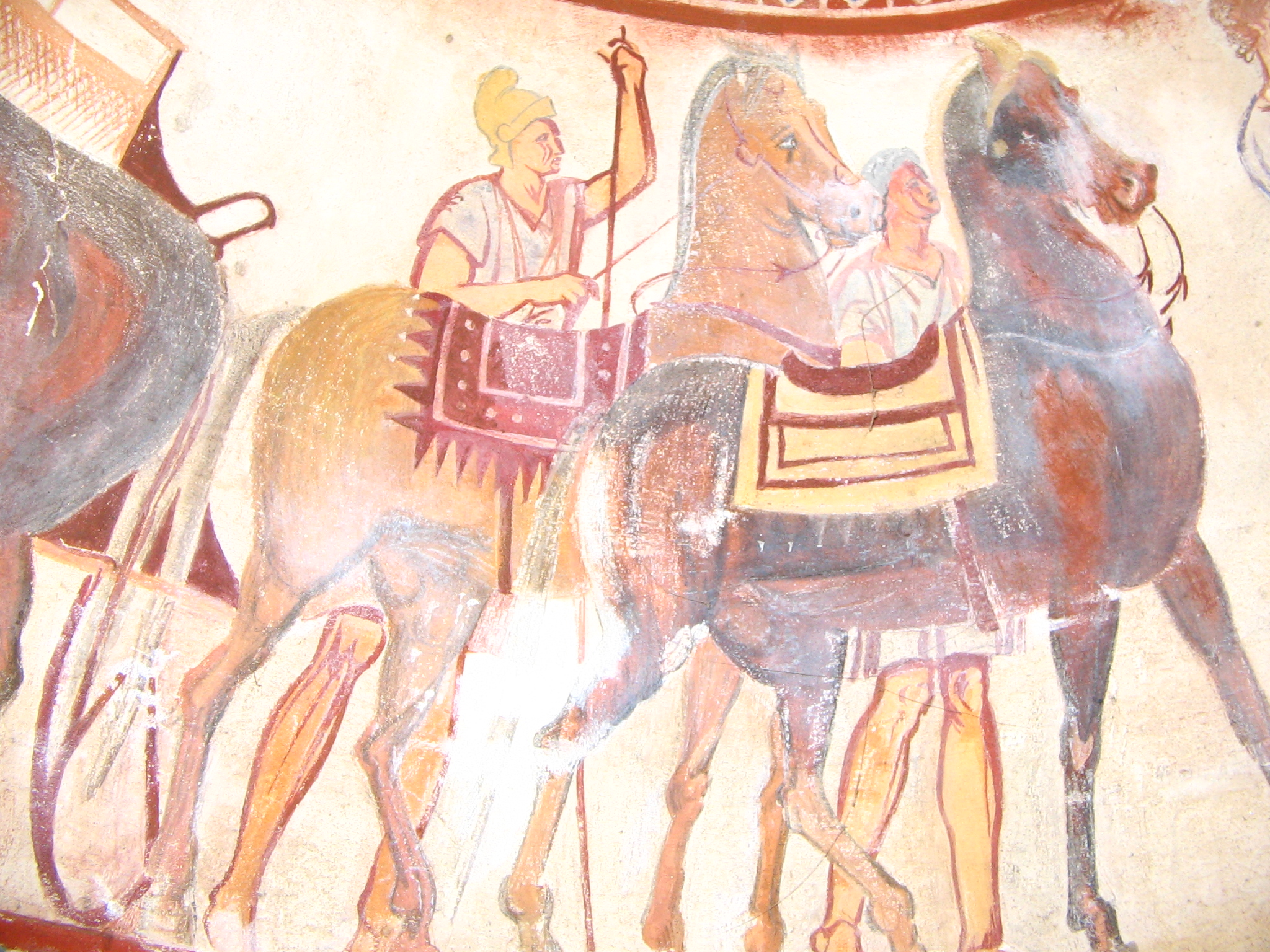
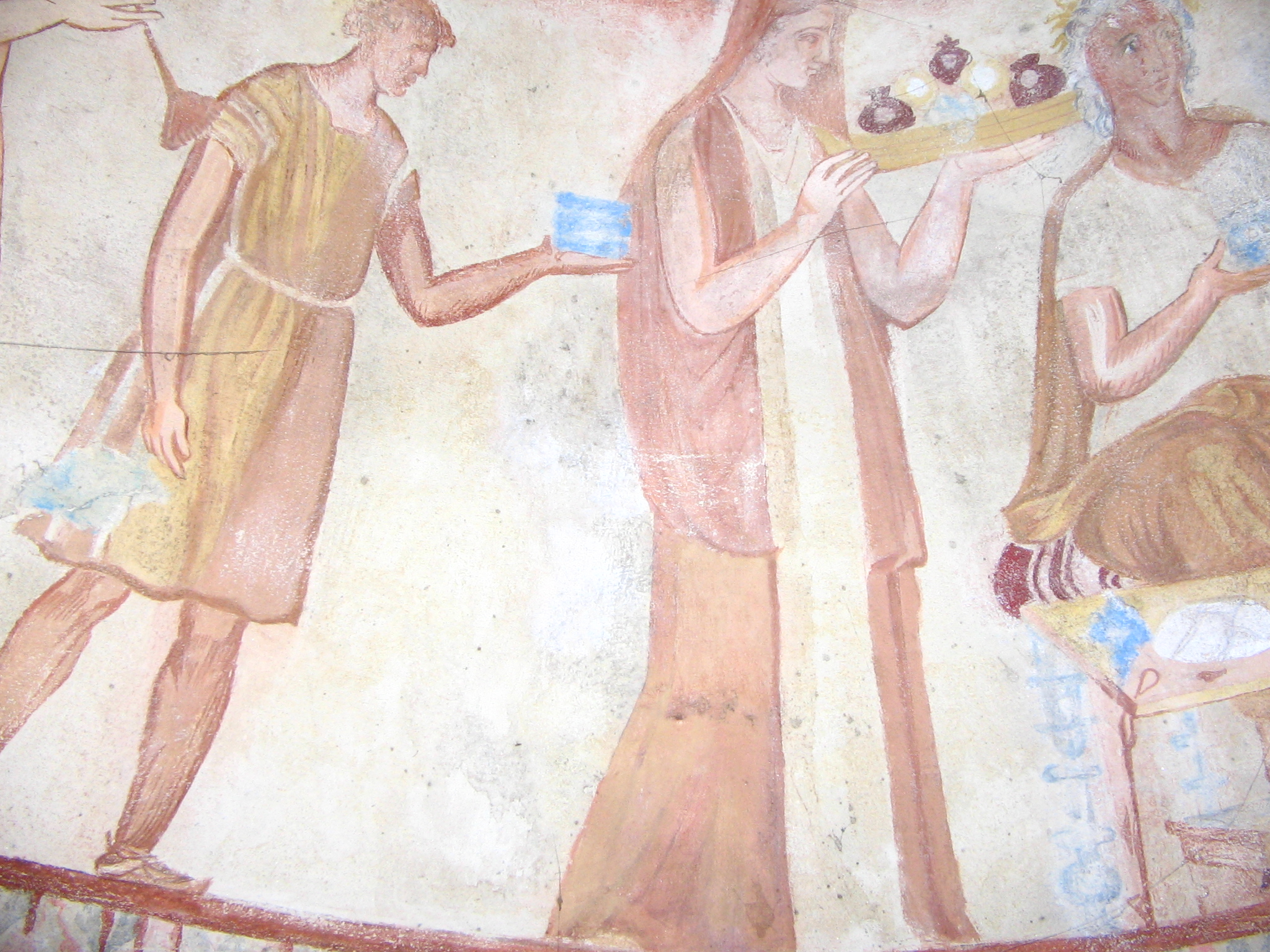
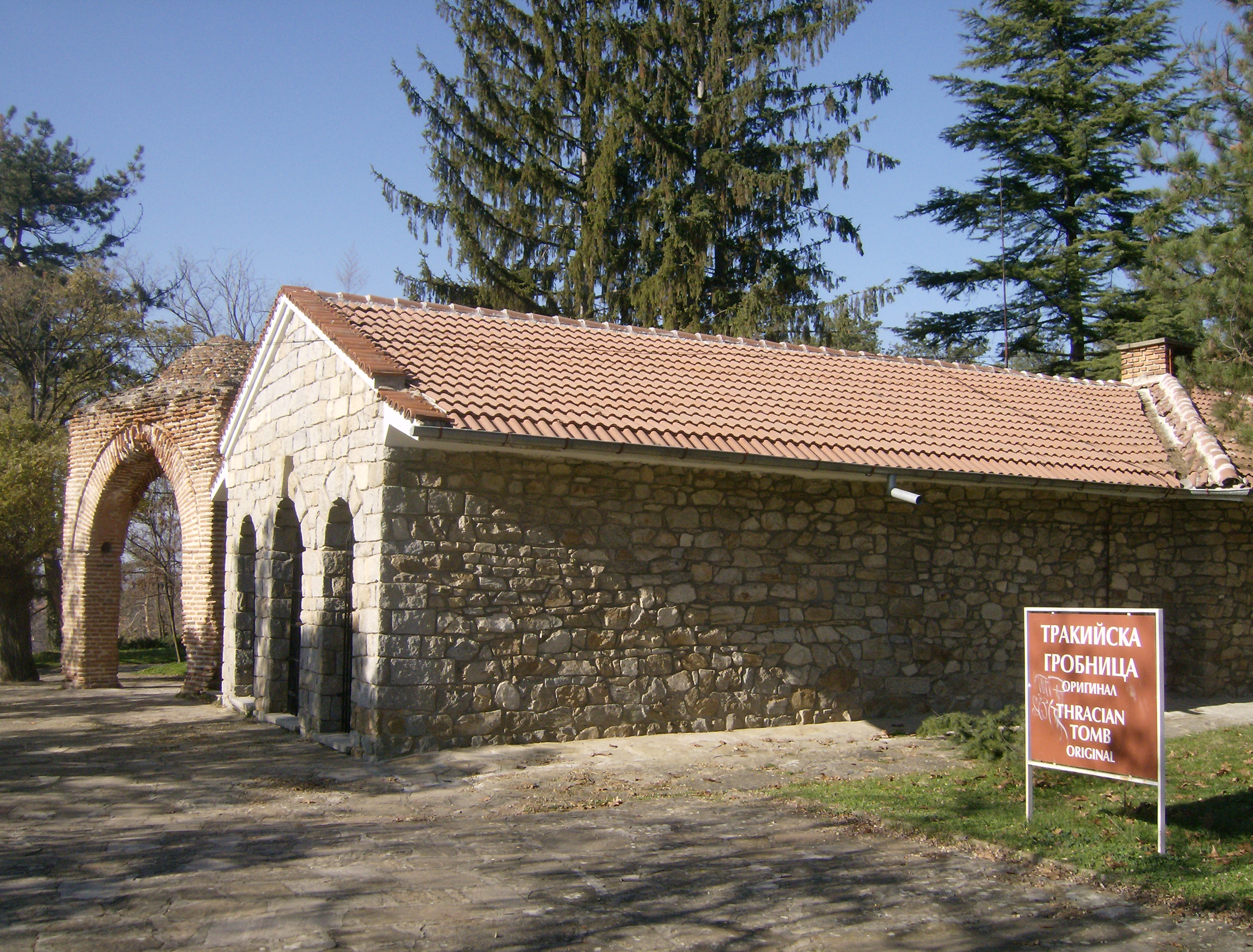
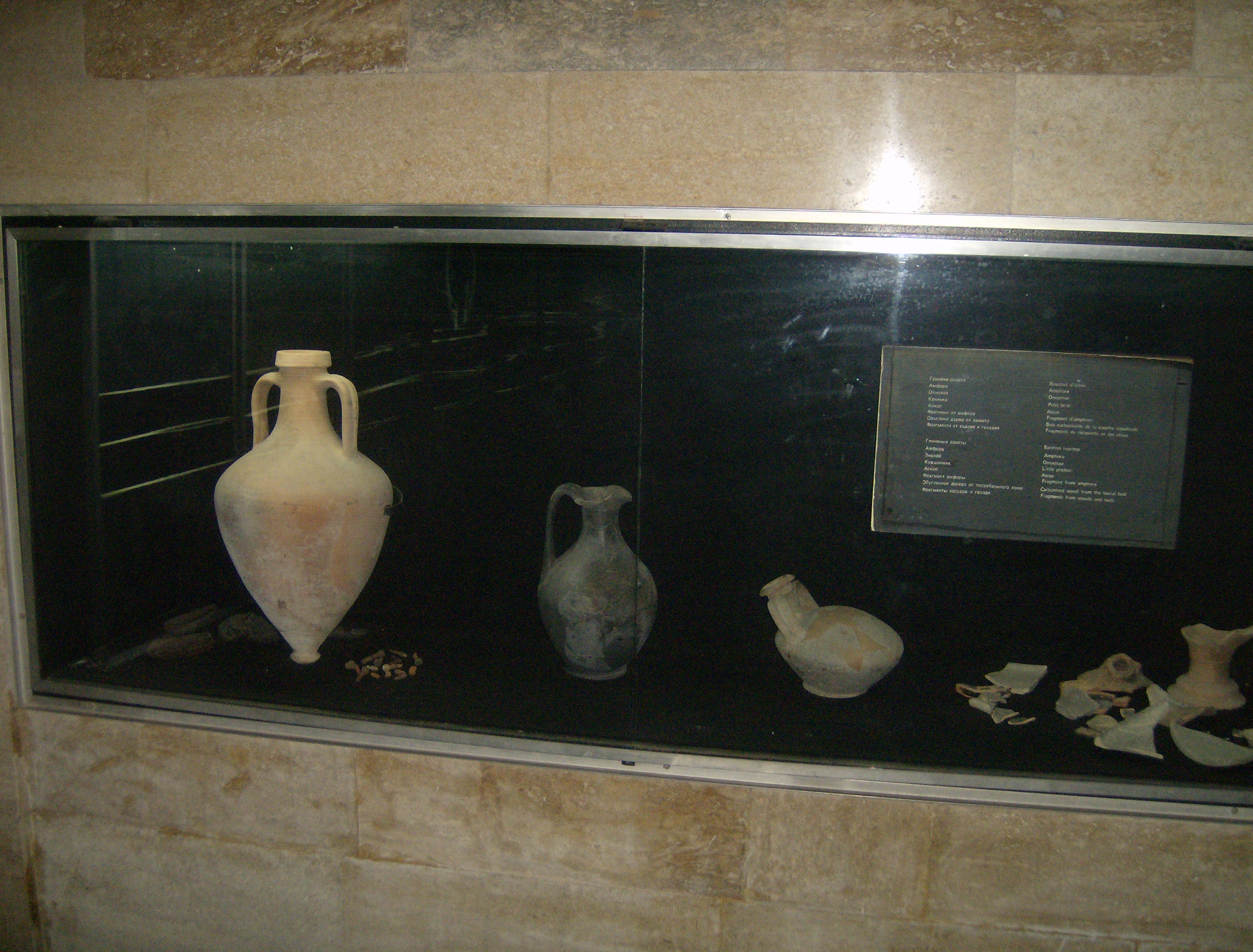
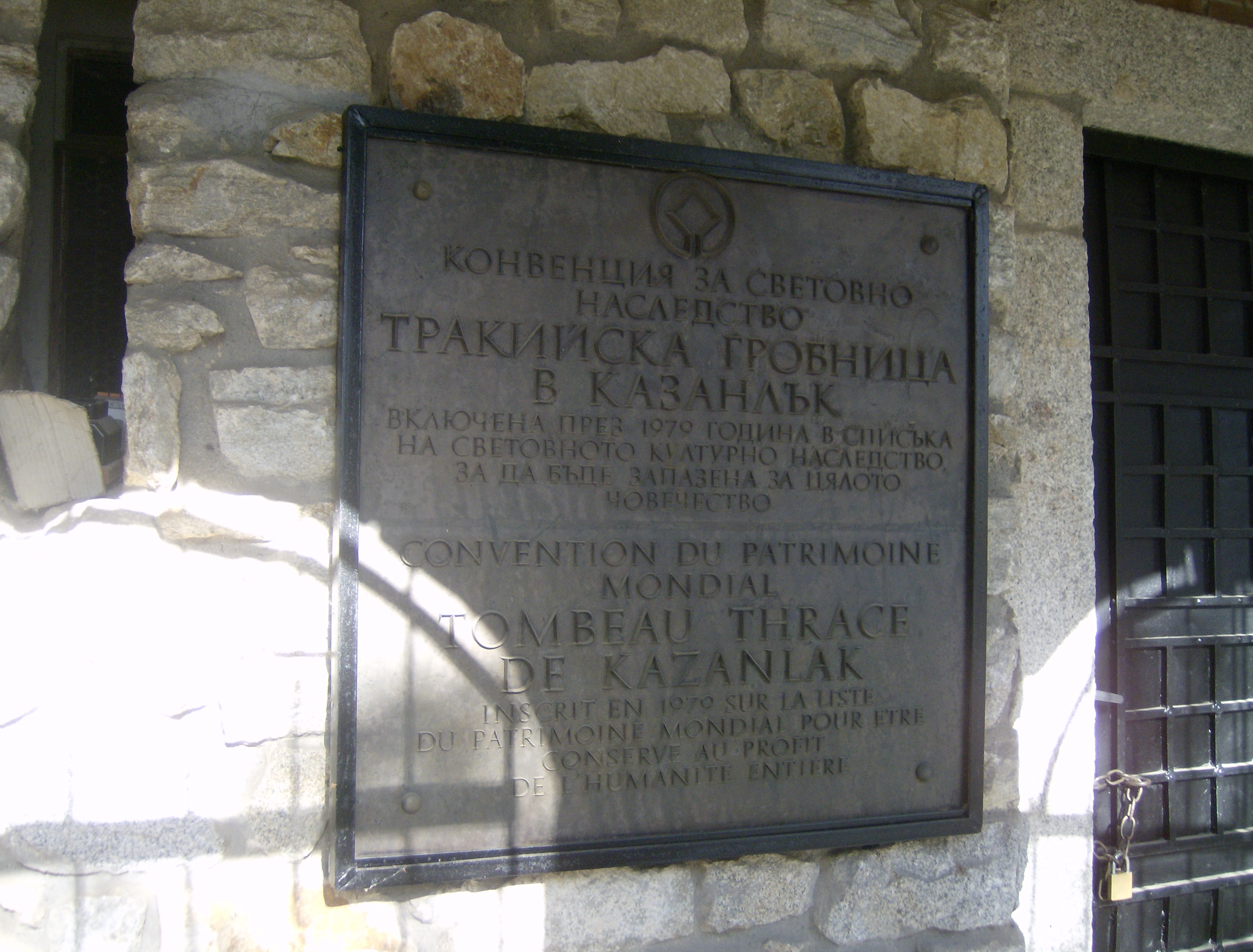
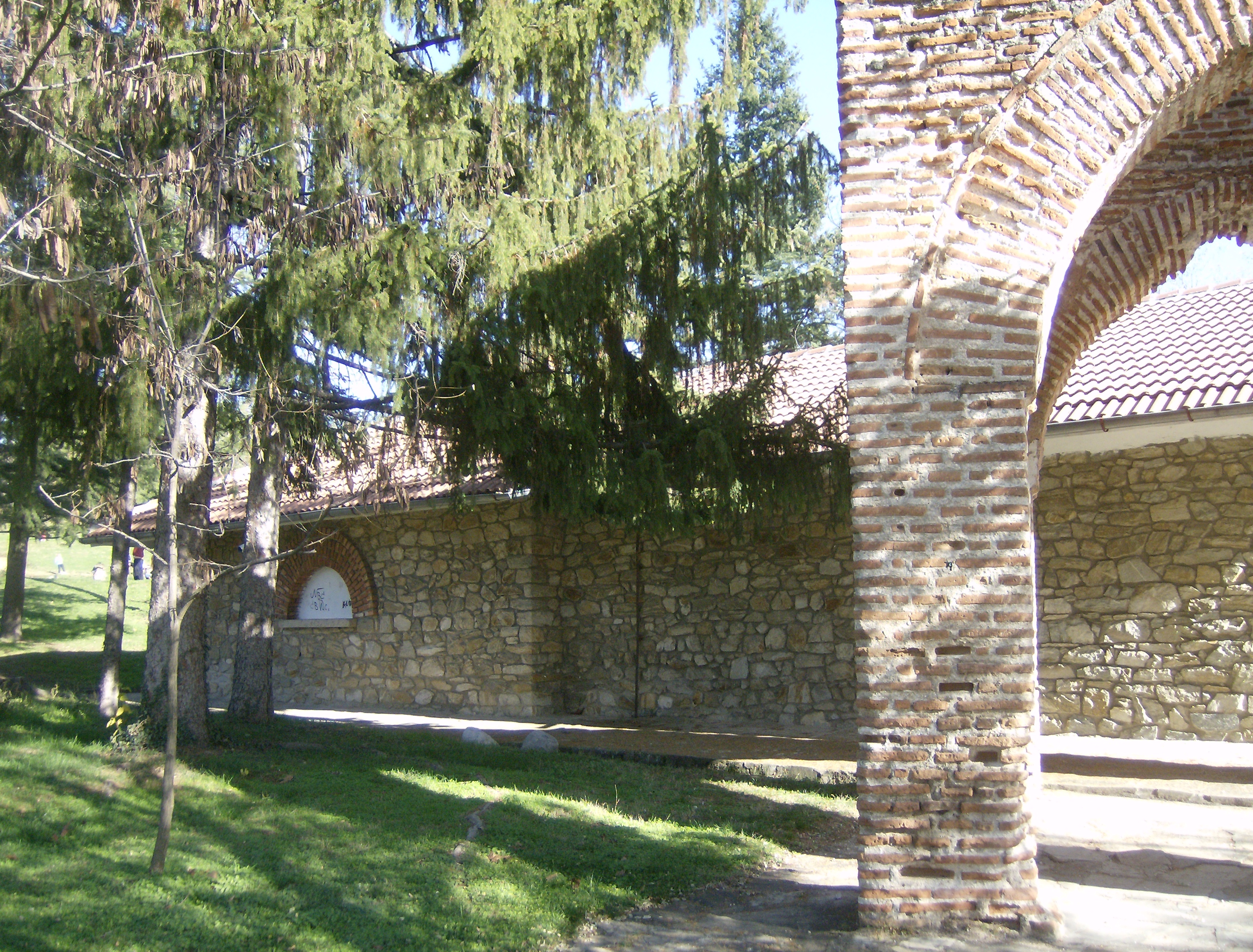
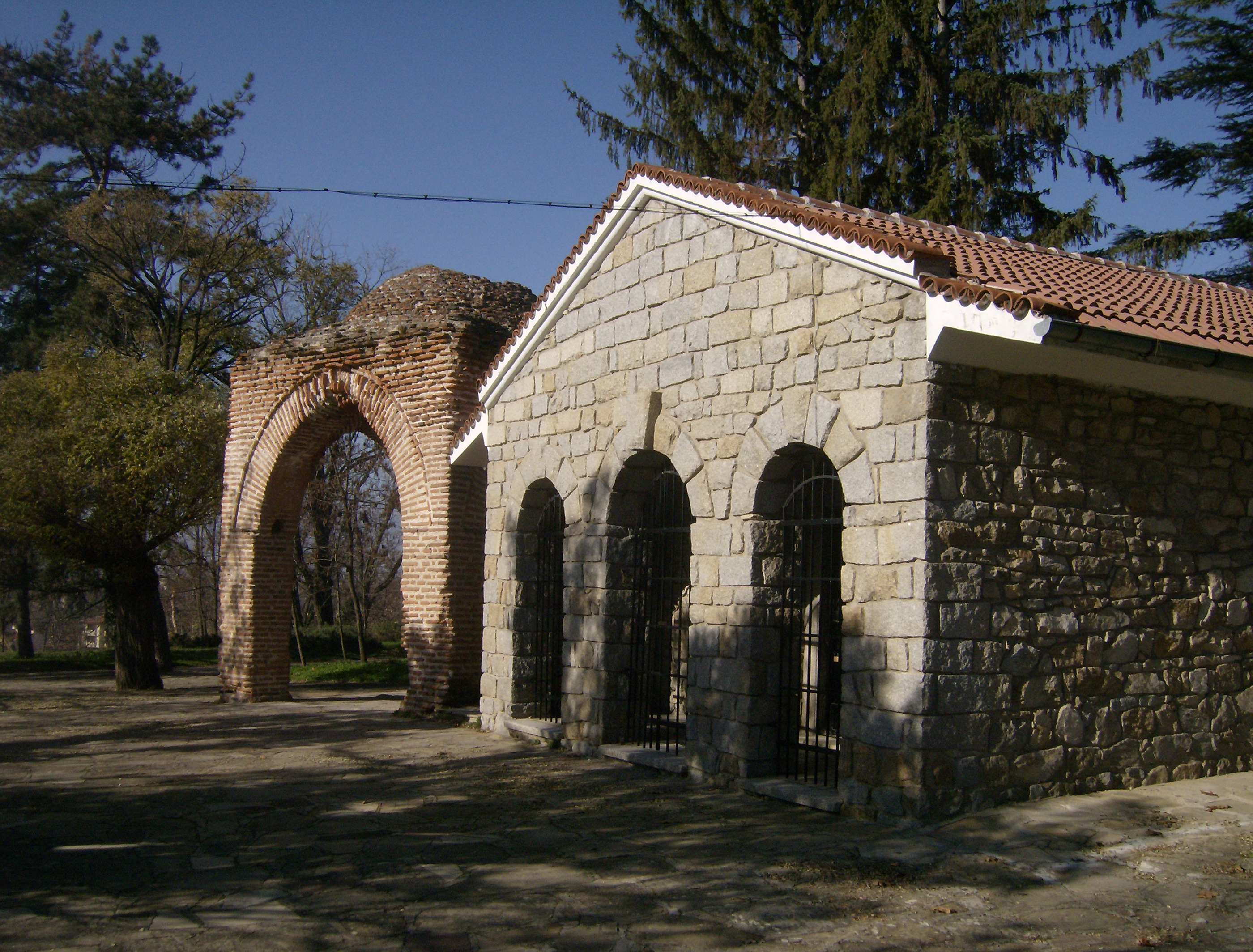